# Moules souples
 (mai 2023).
Si vous disposez d'ouvrages ou d'articles de référence ou si vous connaissez des sites web de qualité traitant du thème abordé ici, merci de compléter l'article en donnant les références utiles à sa vérifiabilité et en les liant à la section « Notes et références ».

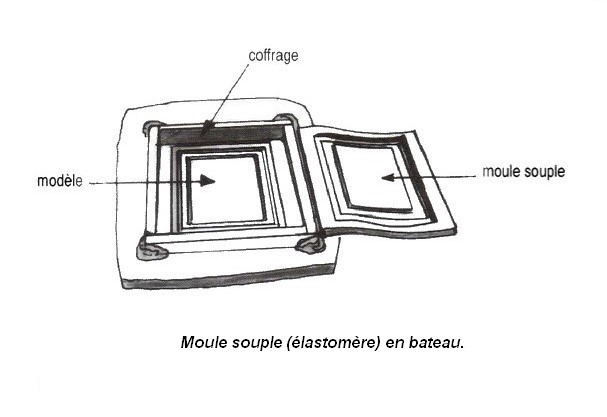

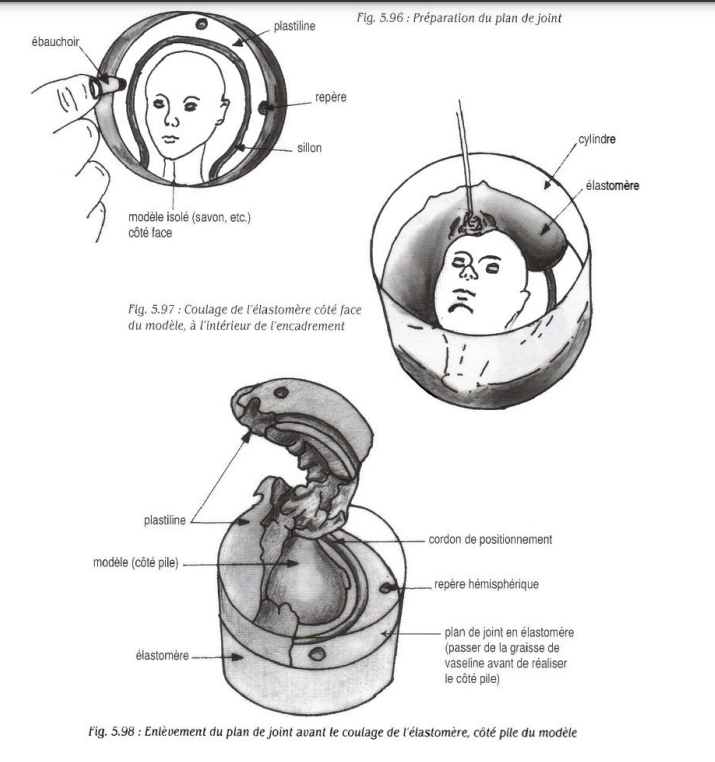

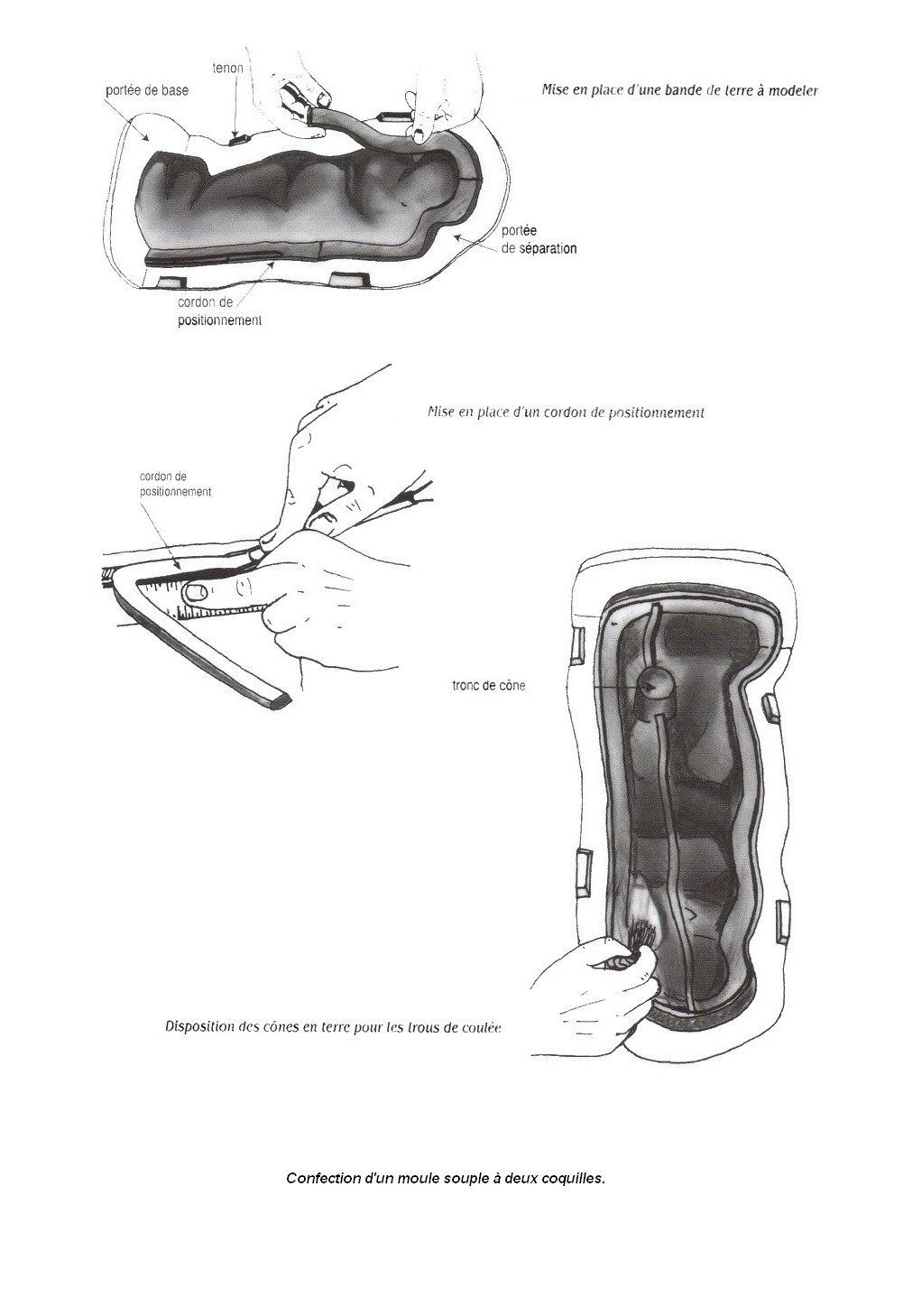

En moulage, un moule souple est une empreinte permettant d'obtenir une grande quantité de reproductions d'un modèle. Il peut être fabriqué en latex, en particulier sur des positifs de dépouille ou de forte contre-dépouille, ou encore en élastomère thermoplastique ou thermodurcissable.

## Définition
Le moule souple est un négatif en (latex ou élastomère), lui permettant d'obtenir des moulages d'éléments en plus ou moins grande quantité.

## Matériaux

### Latex
Si le latex a l'inconvénient d'avoir un retrait important et donc de limiter les moules à de petites dimensions, il a en revanche l'avantage d'être très élastique, ce qui permet de le mettre en œuvre sur des modèles de fortes contre-dépouilles.

### Élastomère
Parmi les élastomères utilisés pour les moules souples, on distingue les élastomères thermoplastiques, qui sont réemployables, et les thermodurcissables, qui ne le sont pas. Ces derniers comprennent les polyuréthanes et les silicones.

#### Élastomère polyuréthane
Passer un anti adhérent avant chaque moulage sur un moule en élastomère polyuréthane qui n'est pas auto démoulant.

#### Élastomère silicone à polyaddition
Ils n'ont pratiquement aucun retrait, mais produisent des effets d'inhibition au contact de certains modèles, ce qui conduit à procéder à des essais préalables. On peut mouler aussitôt après la réticulation (polymérisation) d'un moule en élastomère silicone à polyaddition .

#### Élastomère silicone polycondensation
Les silicones polycondensation (polymère de condensation) présentent un léger retrait dont il faut tenir compte si l'on souhaite obtenir une reproduction rigoureuse. Ces polycondensables peuvent être démoulés entre 24 et 48 heures après réticulation mais n'obtiennent leur dureté définitive qu'au bout d'une semaine. Ils peuvent être coulés en milieu humide, sur la terre par exemple.

### Choix du matériau
Le choix du matériau du moule dépend de plusieurs critères :
- la nature du moulage comme le plâtre, l'élastomère, la résine peu agressive (polyester), la résine agressive (époxy se dit aussi polyépoxyde), la cire, les métaux à bas point de fusion ;
- le nombre de moulages .
- la forme du modèle.
- la fidélité de reproduction du modèle.
- le coût de la  matière d'œuvre.
- la possibilité de le réutiliser.
- le temps de mise en œuvre.